# روسلان زاخاروف
روسلان زاخاروف (روسی: Руслан Альбертович Захаров؛ زادهٔ ۲۴ مارس ۱۹۸۷) اسکیت‌باز سرعت اهل روسیه است.
وی همچنین برندهٔ جوایزی همچون نشان دوستی شده‌است.